# Common land
Per Common land, nel Regno Unito, si intende un terreno di proprietà collettiva di un certo numero di persone, o di una sola persona, ma su cui altre persone hanno alcuni diritti tradizionali, tali da consentire il pascolo del loro bestiame, la raccolta della legna da ardere o il taglio della torba da utilizzare come combustibile.
Una persona che, assieme ad altri, ha dei diritti su una "common land" è chiamata commoner.
Questa voce tratta in particolare della common land in Inghilterra, Galles e Scozia. Anche se la misura è molto ridotta a causa della recinzione delle terre comuni, rispetto ai milioni di acri che esistevano fino al XVII secolo, una notevole quantità di terra comune esiste ancora, in particolare nelle aree montane, in più di 7000 commons (bene comune) nella sola Inghilterra.
Common land o ex common land è normalmente riferito ai common, ad esempio, Clapham Common o Mungrisdale Common.

## Origini

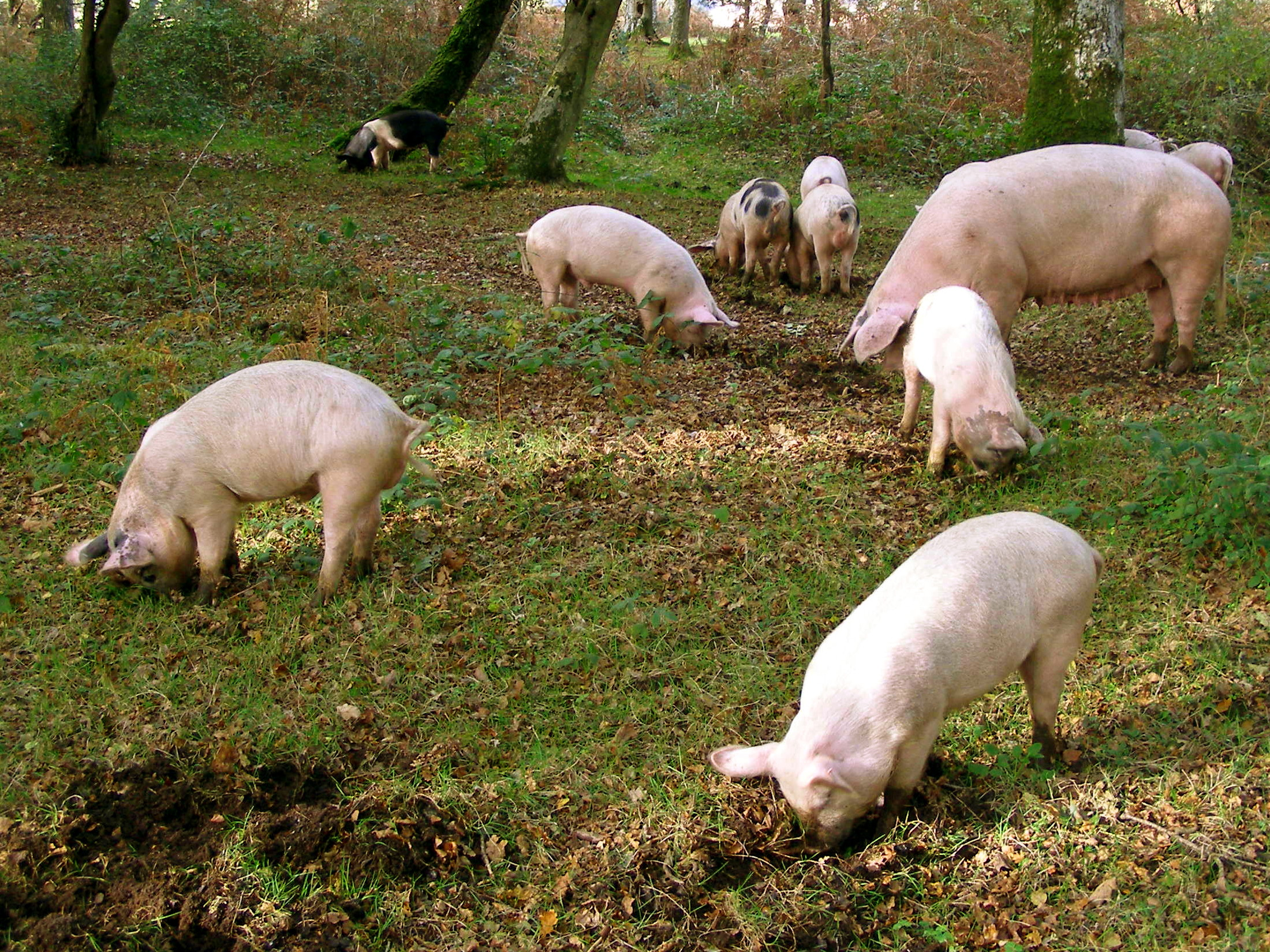
Pascolo dei maiali, al giorno d'oggi, o "common of mast" (alberi in comune), nella New Forest

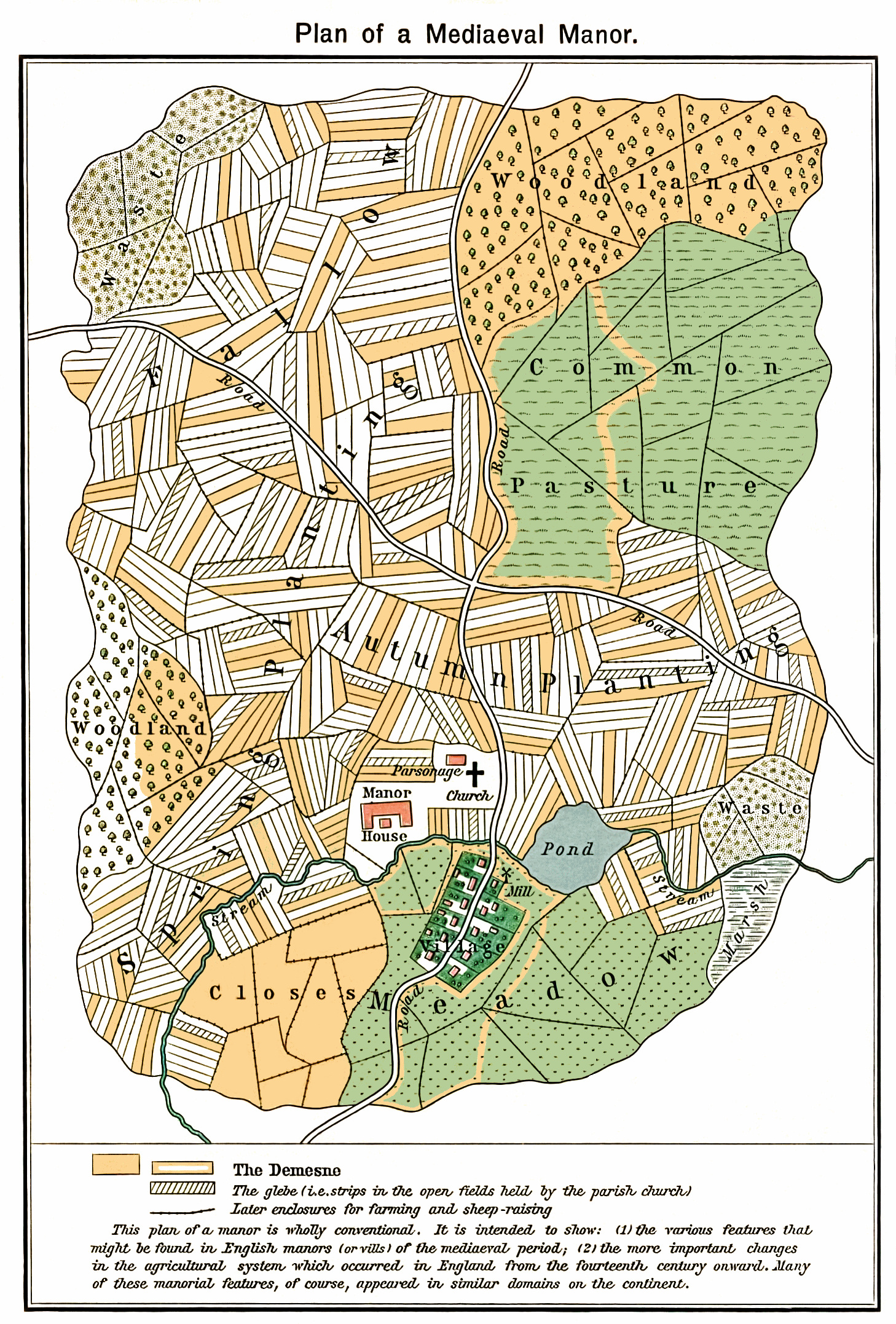
Mappa di una manor house inglese nel medioevo. La parte adibita a "common pasture" (pascolo comune) è indicata in verde nella sezione di nord-est.

Originariamente, nell'Inghilterra medievale, la common era parte integrante del maniero, ed era quindi parte della terra che costituiva la tenuta del signore del castello come feudatario della corona o pari del regno, che a sua volta aveva ottenuto la terra dalla corona, proprietaria di tutte le terre. Questo sistema feudale, fondato sulla feudalità, concedeva i diritti di utilizzo del territorio a classi diverse. Questi erano diritti pertinenziali, cioè la proprietà dei diritti derivava da contratti d'affitto di particolari terreni detenuti da un maniero. Un commoner era una persona che, al momento, era l'occupante di un particolare appezzamento di terreno. Alcuni diritti common erano servitù, vale a dire, estranei al possesso del terreno. Questo era più diffuso nelle regioni in cui i common erano più ampi, come ad esempio nelle alture del nord dell'Inghilterra o nei Fens, ma anche in molti village green (villaggi rurali) in tutta l'Inghilterra e il Galles. La maggior parte dei terreni con diritti di servitù erano adiacenti ai common o anche circondati da essi, ma in alcuni casi potevano essere ad una distanza considerevole.
Storicamente la corte manoriale (grado inferiore delle legislazione britannica dell'epoca) definiva i dettagli di molti dei diritti dei common consentiti agli inquilini feudali, e tali diritti facevano parte del periodo di locazione i cui termini erano definiti nel manorial court roll.
Esempi di common erano:
- Pasture. Diritto di far pascolare bovini, cavalli, o altri animali nella common land. Era il diritto più diffuso.
- Piscary. Diritto di pesca.
- Turbary. Diritto di raccogliere torba da bruciare.
- Common in the Soil. Termine generico usato per indicare i diritti di estrarre minerali come sabbie, ghiaie, pietra per muratura e calce dalla common land.
- Mast o pannage. Diritto di far pascolare maiali, in autunno, consentendo loro di mangiare ghiande, castagne ed altri frutti caduti dagli alberi.
- Estovers. Diritto di raccogliere sufficiente legna da ardere per la casa del commoner; normalmente limitato a piccoli alberi, arbusti e rami caduti.[6][7]

Sulla maggior parte dei common, i diritti di pascolo e pannage, per ogni cittadino, erano strettamente definiti in base al numero e tipo di animali, e per il periodo dell'anno in cui alcuni diritti potevano essere esercitati. Ad esempio, l'occupante di un particolare cottage poteva far pascolare quindici bovini, quattro cavalli, pony o asini e cinquanta oche, mentre i numeri consentiti ai suoi vicini erano probabilmente diversi. Su alcuni common (come la New Forest e comuni adiacenti), i diritti non erano limitati dai numeri, e una quota era dovuta, ogni anno, per ogni animale scoperto (fuori dal numero consentito). Tuttavia, un uso eccessivo del common, ad esempio per un eccesso di pascolo, impoveriva lo stesso, e da qui la limitazione al numero di animali che ogni commoner era autorizzato a far pascolare. Questi regolamenti erano sensibili alla pressione demografica ed economica. Così, piuttosto che lasciare che un common diventasse degradato, l'accesso ad esso veniva ristretto ancora di più.

## Tipologie dicommon

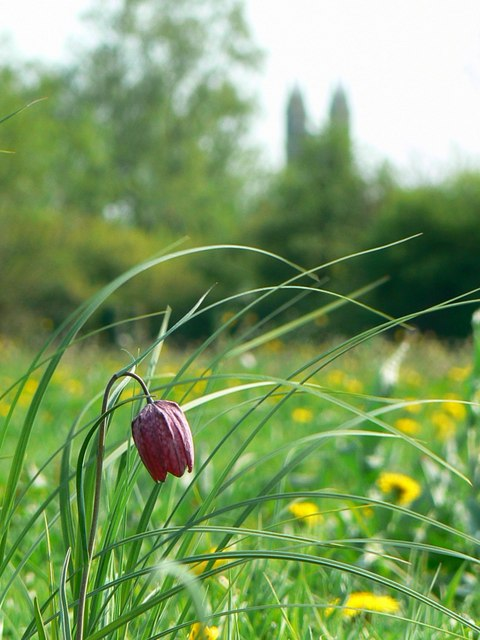
Fritillaria a testa di serpente, North Meadow, Cricklade. Questo è un pascolo Lammas in una common land.

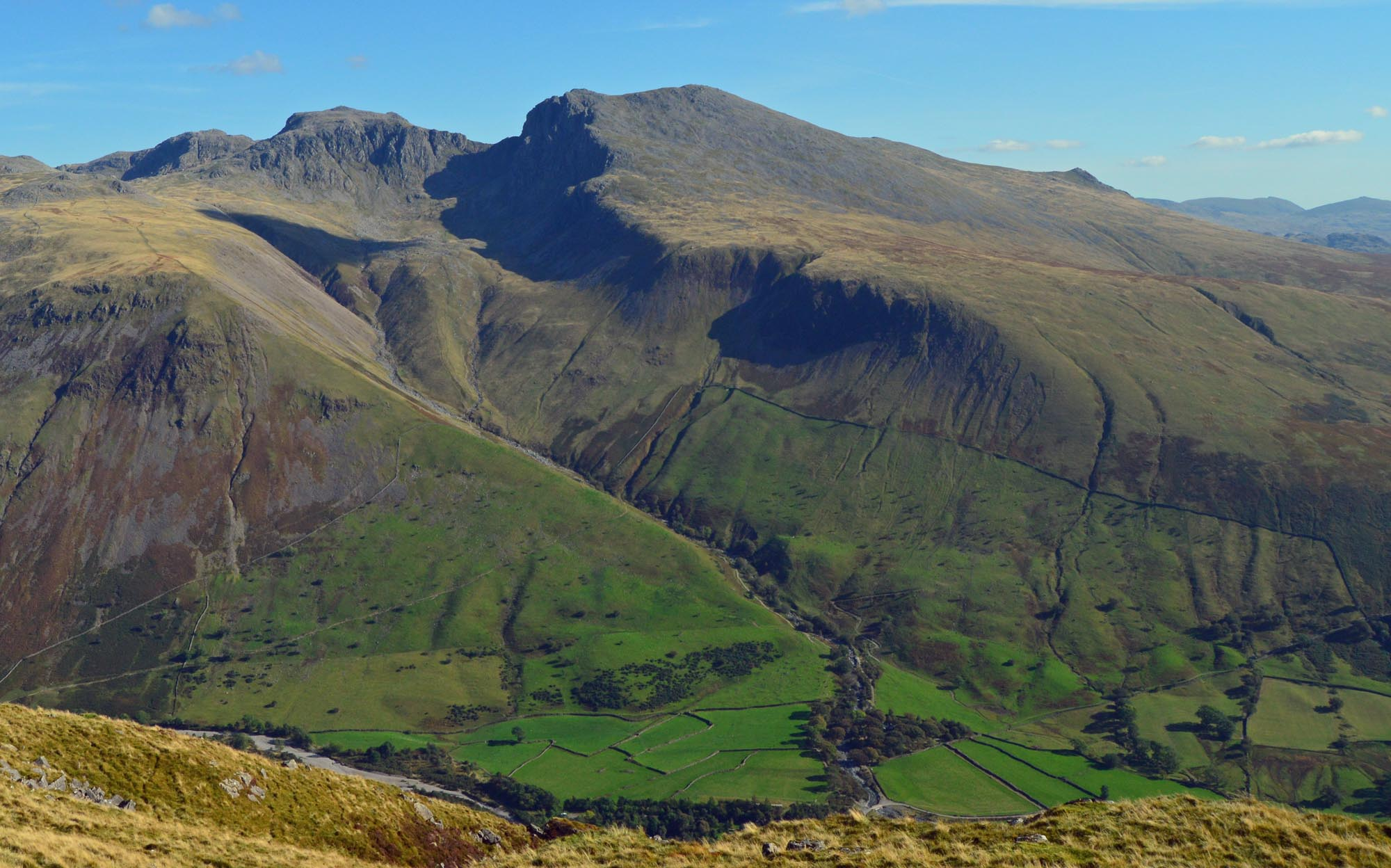
Vista del massiccio Scafell da Yewbarrow, Wasdale, Cumbria. Nella valle vi sono antiche enclosures e più in alto i recinti che seguono linee rette indipendentemente dalla natura del terreno.

### Pascolo
I pascoli common sono quelli in cui il diritto primario è quello di pascolo del bestiame. Negli altopiani, sono in gran parte brughiere, sulla costa possono essere salt marsh (bagnasciuga), dune di sabbia o scogliere, e sulle pianure interne terreni gessiferi, pascoli, lande o pascoli di arbusti, a seconda del terreno e della storia locale. Questi habitat sono spesso di elevato valore conservativo, a causa della loro lunghissima continuità di gestione, estesa, in alcuni casi, per molte centinaia di anni. In passato, la maggior parte dei pascoli common erano frequentati da miscele di bovini, ovini e cavalli (spesso anche oche). La sopravvivenza moderna del pascolo su terreni common, nel secolo scorso, non è stata uniforme.

### Seminativi e prati da fieno
Gli attuali common sono essenzialmente pascoli, ma in tempi antichi, i terreni seminativi e i campi da fieno erano molto diffusi, con strisce di terra assegnate annualmente per estrazione a sorte. Quando non utilizzati per tali fini, erano dei pascoli. Alcuni esempi includono i campi arabili common di Laxton nel Nottinghamshire ed un prato a North Meadow.

### Lammas
I Lammas rights autorizzavano i commoner al pascolo successivo alla vendemmia, tra il 12 agosto e il 6 aprile di ogni anno, anche se essi non avevano altri diritti sulla terra. Tali diritti a volte avevano l'effetto di impedire la recinzione e la costruzione sui terreni agricoli.

## Enclosure e declino
La maggior parte della terra common medievale d'Inghilterra venne persa a causa dell'enclosures. Nella storia sociale ed economica inglese, l'enclosure (recinto) è il processo che pose fine ai diritti tradizionali, come il taglio del prato per il fieno o il pascolo del bestiame su terre common già in campi aperti. Una volta recintati, l'utilizzo di questi terreni diveniva limitato al solo proprietario, e cessava quindi di essere terreno per l'uso della gente comune. In Inghilterra e Galles, il termine è usato anche per il processo che pose fine all'antico sistema della libera coltivazione in campi aperti. Sotto l'enclosure, tale terreno era recintato e a disposizione di uno o più proprietari. Il processo di enclosure cominciò ad essere una caratteristica diffusa del paesaggio agricolo inglese nel corso del XVI secolo. Dal XIX secolo, i common non enclosed (non recintati) erano diventati in gran parte limitati alle grandi aree di pascolo, per lo più nelle zone di montagna, e relativamente piccoli appezzamenti di terreno residui in pianura.
L'enclosure poteva essere realizzata con l'acquisto dei diritti sulla terra e tutti i diritti common per ottenere i diritti esclusivi di utilizzo, che aumentavano il valore del terreno. L'altro metodo era l'effetto di una legge che autorizzava la recinzione, come ad esempio quella su legislazione parlamentare. Quest'ultimo processo di recinzione è stato a volte fatto rispettare con la forza, per abbattere la resistenza, e con spargimento di sangue, e rimane tra le aree più controverse dell'agricoltura e dell'economia nella storia dell'Inghilterra.
La recinzione è considerata una delle cause della rivoluzione agricola britannica. Il terreno recintato era sotto il controllo del contadino che era libero di adottare le migliori pratiche agricole. Vi fu un ampio consenso, nelle fonti contemporanee, sul fatto che le opportunità di lucro erano migliori con il terreno recintato. Dopo la recinzione, la resa dei raccolti e dell'allevamento del bestiame aumentò sensibilmente, incrementando allo stesso tempo la produttività e creando nuovi posti di lavoro. L'incremento di lavoro è considerato uno dei fattori che facilitarono la rivoluzione industriale.
Dopo l'era della recinzione, rimase relativamente poco terreno common di valore. Alcuni cittadini residui continuarono a praticare il lavoro di commoner, fino a quando, dopo la seconda guerra mondiale, le terre vennero trascurate perché i commoners potevano trovare un lavoro meglio pagato in altri settori dell'economia. Di conseguenza, in gran parte smisero di esercitare i loro diritti, e relativamente pochi di essi esistono ancora oggi.

## In epoca moderna

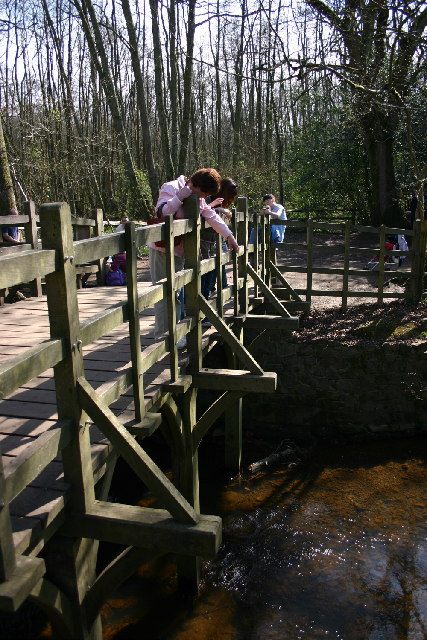
Poohsticks Bridge nell'Ashdown Forest, un'area di common land.

Molta common land è ancora usata per il suo scopo originale. Il diritto a pascolare è di gran lunga il più esteso dei diritti registrati, e il suo uso continuo contribuisce in modo significativo alle economie agricole e rurali. Diritti a pascolare le pecore sono registrati sul 53% dei common nel Galles e sul 16% in Inghilterra. I bovini sono registrati sul 35% nel Galles e sul 20% in Inghilterra, mentre i cavalli e pony sono registrati nel 27% del Galles e nel 13% in Inghilterra. In alcuni casi, sono registrati i diritti a pascolare capre, oche e anatre, mentre altri tipi di bestiame non sono specificati. Queste cifre si riferiscono al numero di unità di common land, e a causa di discrepanze nei registri in un gran numero di piccoli comuni in Inghilterra, la distinzione apparente tra Galles e Inghilterra può essere esagerata.
Oggi, nonostante le diverse origini legali e storiche dei common, che sono gestite attraverso una comunità di utenti, che comprende coloro che detengono i diritti insieme con il proprietario del suolo, tali comunità in genere richiedono il lavoro congiunto per integrare tutti gli interessi, con i controlli formali o informali e le intese di collaborazione, spesso accoppiate a forti tradizioni sociali e alle identità locali.
Tuttavia, il 26% dei common nel Galles, e ben il 65% in Inghilterra, non hanno diritti comuni riportati sui registri. Tali aree sono derivate da scarti di manieri (normalmente siepi o vialetti), sui quali i diritti probabilmente esistevano in precedenza. Quando tali terreni aperti non vennero più usati per il pascolo, divennero cespugliosi e poi fitti boschi, perdendo la vegetazione erbacea o la brughiera che aveva occupato la terra continuamente per molti secoli. Nel 2007, la foresta di Ashdown e la brughiera del Sussex, che ha fatto da cornice alle storie di Winnie-the-Pooh, divennero il centro di una controversia tra alcuni residenti locali e l'organo di governo della foresta, il Board of Conservators, che è responsabile della gestione della foresta di 2400 ettari di common land. I conservatori volevano ripristinare il paesaggio della foresta a quello prevalentemente costituito da brughiera; la sua caratteristica fino alla metà del XX secolo, ma che è in pericolo di estinzione dopo la fine della seconda guerra mondiale, a causa dell'avvento del bosco nelle zone tradizionalmente occupate dalla brughiera, quando, come detto da un commentatore...
(Brown, 2007)
I conservatori sono stati costretti ad intervenire per arginare l'invasione di arbusti, macchia e felci che minacciavano, dal punto di vista ecologico, le preziose brughiere, riducendo il numero di alberelli, rimuovendo la macchia e falciando le felci. Alcuni residenti si lamentarono dicendo che i risultati sembravano un campo di battaglia della prima guerra mondiale. Questo non è un problema limitato a questo common, ma secondo Jonathan Brown, in un articolo sull'Independent del 21 aprile 2007, "dibattiti simili infuriano tra i locali e le autorità in altri settori della brughiera nella New Forest e nel Surrey".
Nel 2008 è stata creata, nel Regno Unito, la Foundation for Common Land, per cercare di sensibilizzare e incrementare la comprensione e la protezione delle common land.

## Leggi sulla Common Land - Inghilterra e Galles
Il diritto in materia di common land è stato confuso, ma la recente legislazione ha cercato di porre rimedio a questo e a rimuovere le incertezze giuridiche in modo che i beni comuni possano essere meglio utilizzati e protetti.
La maggior parte dei common si basano su antichi diritti, vale a dire sulla common law (solo coincidenza di termine), precedente alla leggi emanate dal parlamento. I diritti esatti che si applicano ai singoli common sono stati in alcuni casi documentati ma più spesso erano basati sulle tradizioni di lunga data. Una riforma importante è stata avviata nel 1965 con un registro nazionale delle common land, che ha registrato la proprietà della terra e i diritti di ogni commoner, e da altri due atti significativi che l'hanno seguita.
I proprietari terrieri, in generale, hanno tutti i diritti di proprietà esclusiva, di utilizzare il terreno come vogliono. Tuttavia, per la common land, i diritti del proprietario sono limitati, e le altre persone conosciute come commoner hanno alcuni diritti sui terreni. Il proprietario può trarre altri diritti dalla terra, come i diritti sui minerali e sugli alberi di grandi dimensioni, lasciando gli altri ai commoner. Questi continueranno ad esercitare i loro diritti, o hanno un documento che li descrive, che possono derivare da un'altra proprietà. Un certo numero di commoner esercita ancora i suoi diritti, per esempio, ci sono 500 commoner nella New Forest, e vi è una federazione di commoner in Cumbria. In molti casi di common che non hanno commoners esistenti, i diritti non vengono esercitati.

### Cottages Act 1588
C'era la convinzione che se un inglese avesse costruito una casa su una common land, avesse posto un tetto sopra la testa e acceso un fuoco nel camino, tra l'alba e il tramonto, avrebbe potuto avere il diritto di possesso indisturbato. La convinzione era in realtà un errore, ma per fermare i contadini senza terra che violavano la legge, venne emanato l'Erection of Cottages Act 1588 (31 Eliz c. 7, "An Act against the erecting and maintaining of Cottages")

### Commons Act 1876
Con il Commons Act 1876 vennero regolate circa 36 common land in Inghilterra e Galles. L'atto permise anche la conferma di ordini che prevedevano la recinzione di common land e campi.

### Commons Act 1899
Il Commons Act 1899 forniva un meccanismo per consentire ai consigli distrettuali e alle autorità del National Park di gestire common land in cui il proprietario non poteva essere trovato. Ci sono almeno 200 schemi di gestione effettuati nell'ambito di questa legge.

### Legge del Property Act 1925
La Law of Property Act 1925, che costituisce ancora in nocciolo della legge inglese sulle proprietà, ha due specifiche di common land:
- L'articolo 193 da il diritto del pubblico di "air and exercise", in comuni metropolitani e in distretti urbani pre-1974 e sobborghi. Ciò costituiva circa un quinto dei common, ma la legge 1925 non ha dato questo diritto sui common delle zone essenzialmente rurali (anche se alcuni distretti urbani avevano in misura notevole zone rurali, come ad esempio il Lakes Urban District), che dovette attendere il 2000 CROW Act.
- L'articolo 194 ridusse le recinzioni dei common, che avevano bisogno di un consenso ministeriale.[21]

### Commons Registration Act 1965
Il governo del Regno Unito ha regolamentato la definizione di common land con il Commons Registration Act 1965, che creò un registro delle common land.
Non tutti i common hanno dei proprietari, ma tutte le common land per definizione sono registrate sotto il 1965 Commons registration Act, insieme con i diritti di tutti i commoner se esistono ancora. Le autorità di registrazione sono i consigli di contea, e quando non c'è proprietà, un consiglio locale, come ad esempio un consiglio parrocchiale, in Inghilterra, che ha normalmente la tutela della proprietà ai sensi della legge (articolo 8).
Un database online di iscritti alla common land è stato compilato dal DEFRA nel 1992-93 come parte di uno studio sulla condizione della fauna selvatica nei commons. L'aggiornamento del Registers of common land è demandato alla Commons Registration Authorities.
Informazioni contenute nel registro:
- Sezione terreni

Contiene una descrizione delle terre, l'incaricato della registrazione, e quando la terra è stata registrata. Esistono anche piante che mostrano i confini del terreno.
- Sezione diritti

La sezione contiene la descrizione dei diritti di common (ad esempio: diritto di pascolo di un certo numero di pecore), la superfixie del common sulla quale è esercitabile il diritto, il nome del titolare del diritto e se il diritto è collegato alla proprietà della terra (il più comune) o è disgiunto da essa.
- Sezione proprietà

Comprende dettagli sul proprietario o i proprietari della common land. Le voci di questa sezione, tuttavia, non sono determinanti.
Purtroppo, sono residuate numerose incongruenze e irregolarità, soprattutto a causa di un periodo di soli tre anni concesso per la presentazione delle registrazioni. Tuttavia, c'è ora la possibilità di modificare i dati sotto il 2006 Act, e di aggiungere terreni omessi sotto il precedente del 1965.

### Campagna e Rights of Way Act 2000 (CROW)
Tranne per quei common coperti dalla Law of Property Act 1925, dal Commons Act 1899 ed alcune altre leggi, il pubblico non ha avuto il diritto di utilizzare o godere delle common land se non è un commoner. Tuttavia, il Countryside and Rights of Way Act 2000 ha dato al pubblico la libertà di muoversi liberamente su tutti i common registrati in Inghilterra e in Galles. I nuovi diritti sono stati introdotti, regione per regione, in Inghilterra e Galles, con il completamento nel 2005. Mappe che mostrano le aree accessibili sono state prodotte e rese disponibili on-line come "mappe open access" prodotte dal Natural England. I Commons sono ora compresi nelle terre di pubblico accesso visibili su Ordnance Survey Explorer Maps.

### Commons Act 2006
Il Commons Act 2006 è un'importante nuova legge.
La legge:
- Consente una gestione dei common in modo più sostenibile da parte dei commoner e dei proprietari terrieri che lavorano insieme nei consigli per regolare il pascolo e le altre attività agricole.
- Fornisce una migliore protezione alle common land e alle zone verdi - con il rafforzamento delle protezioni esistenti contro gli abusi, l'invasione e lo sviluppo non autorizzato.
- Riconosce che la protezione delle common land deve essere proporzionata al danno causato e che alcune opere specificate possono essere effettuate senza la necessità di consenso.
- Richiede alle autorità di registrazione di tenere aggiornati i registri, annotando cambiamenti passati che interessano i registri nel corso di un 'periodo di transizione', e di annotare i nuovi cambiamenti che interessano i registri - le autorità di registrazione hanno nuovi poteri per correggere molti degli errori presenti nei registri.
- Stabilisce nuovi criteri per la registrazione di zone verdi in città e villaggi.
- Vieta la separazione dei diritti di pascolo, impedendo ai commoner la vendita, l'affitto e la locazione dei loro diritti dalla struttura a cui gli stessi sono legati,[29] anche se è permessa la separazione temporanea di tali diritti[30] per periodi rinnovabili, fino a due anni (in Inghilterra) e cinque anni (in Galles).[31]

Diverse centinaia di chilometri quadrati di 'terra desolata' che non erano stati provvisoriamente registrati, ai sensi del Commons Registration Act 1965, sono stati finalmente registrati. Di conseguenza, hanno cessato di essere riconosciuti come common land. Un rimedio parziale a questo difetto nella legislazione precedente è stato fornito dal Commons Act 2006. Sotto la tabella 2 (4) della legge, le applicazioni che non riuscirono ad ottenere la registrazione finale sotto la legge del 1965, possono, in determinate circostanze, essere riconsiderate - offrendo così una seconda possibilità alle terre da confermare ('ri registrare') come common. Le terre ri-registrate in questo modo potranno godere della speciale protezione legale accordata alle common land. Saranno anche soggette, a tempo debito, al diritto di accesso, da parte del pubblico, introdotto dalla campagna sui diritti di passaggio del Way Act 2000; o a seconda della posizione, possono qualificarsi come (articolo 193) common 'urbano' (in questo caso, sarebbero anche oggetto di diritto di accesso per i cavalieri).

### Recinzioni

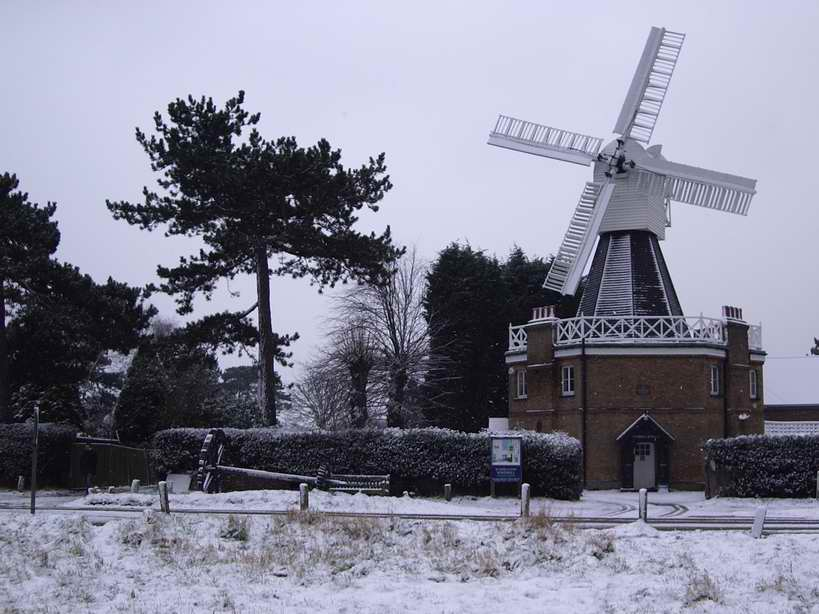
Il mulino a vento nel Wimbledon Common.

L'atto di trasferire risorse dal commons alla proprietà privata è noto come enclosures, o (soprattutto in uso formale, e nella toponomastica) Inclosure. Gli Inclosure Acts furono una serie di atti privati del Parlamento, principalmente emanati dal 1750 al 1850, che includevano vaste aree di common land, specialmente seminativi e pascoli.
La manutenzione delle recinzioni intorno ad un common è responsabilità degli occupanti del terreno adiacente a quello recintato, non (come sarebbe con i terreni recintati) responsabilità dei proprietari del bestiame al pascolo. Questo può portare a difficoltà se non tutti gli occupanti adiacenti mantengono correttamente le loro recinzioni. Tuttavia la recinzione dei terreni all'interno di un common registrato non è consentita, in quanto questa è una forma di chiusura e nega l'uso della terra agli altri.
Un esemplare caso famoso di recinzione non autorizzata di un common avvenne nel 1866 quando Lord Brownlow recintò illegalmente 434 acri del common di Berkhamsted annettendoli alla sua proprietà di Ashridge. Brownlow non era riuscito a comprare dagli altri commoner, quindi fece ricorso a questa azione. Una protesta pubblica accompagnata da quella della Commons Preservation Society trovò un paladino in Augusto Smith che ebbe la forza e il denaro per agire, e lui stesso era titolare dei diritti sul common. Smith assunse 120 manovali armati di martelli, scalpelli e piedi di porco, che nella notte del 6 marzo 1866, sotto l'egida della neonata Commons Preservation Society (ora Open Spaces Society), abbatterono circa tre chilometri di palizzata in ferro. Poco dopo, la popolazione locale entrò nel terreno. Lord Brownlow citò in giudizio Augusto Smith e il caso durò fino al 1870, quando si concluse con il riconoscimento completo della rivendicazione di Smith.

### Controlli e sviluppo
Lo sviluppo delle common land è strettamente controllato. Il governo stabilisce che la common land dovrebbe essere aperta e accessibile al pubblico, e la legge limita il tipo di opere che possono essere eseguite su di essa. Il Planning Inspectorate è responsabile della determinazione delle applicazioni sotto la legge del 2006 in materia di common land in Inghilterra, e molti altri atti legislativi in materia di beni comuni e verde pubblico. Tutte le applicazioni sono determinate dal Segretario di Stato per l'ambiente, alimentazione e affari rurali (Defra).
Ai sensi dell'articolo 38 del Commons Act 2006, è necessario il consenso per effettuare eventuali opere vincolate a terra su common land registrate secondo il Commons Registration Act 1965. I lavori non consentiti sono quelli atti a prevenire o impedire l'accesso alla terra. Essi comprendono palizzate, edifici, strutture, fossati, trincee, terrapieni e altre opere, il cui effetto è quello di prevenire o impedire l'accesso. Essi comprendono anche, in ogni caso, nuove superfici solide, come un nuovo parcheggio o strada di accesso.

### Boards of Conservators and Commons Councils
Alcuni commons sono amministrati dal Boards of Conservators per gli ampi benefici pubblici. Tuttavia, per aree non soggette all'ente, in caso di richiesta di miglioramenti, il Commons Act 2006 prevede la creazione di un Commons Councils per gestire la common land.
Il Regolamento di costituzione standard relativo ai consigli dei common è stato formalmente approvato nell'aprile 2010, e i consigli hanno più probabilità di essere utili dove possono migliorare le pratiche di gestione corrente. Questo può essere dove esistono common ad uso agricolo, ma dove può essere difficile raggiungere un accordo sulla gestione collettiva. I consigli dei common sono organismi volontari e possono essere creati solo in presenza di un notevole sostegno tra coloro che hanno interessi nel paese, come ad esempio; i commoner (in particolare quelli che esercitano attivamente i loro diritti); i proprietari e gli altri che hanno interessi legali.
I Commons Councils sono organi che prendono decisioni a maggioranza, sollevando dal problema di dover prendere decisioni unanimi. Hanno il potere di creare delle regole in termini di attività agricole, gestione della vegetazione ed esercizio dei diritti comuni, che sono vincolanti per tutti coloro che hanno interessi nel common

### Strade

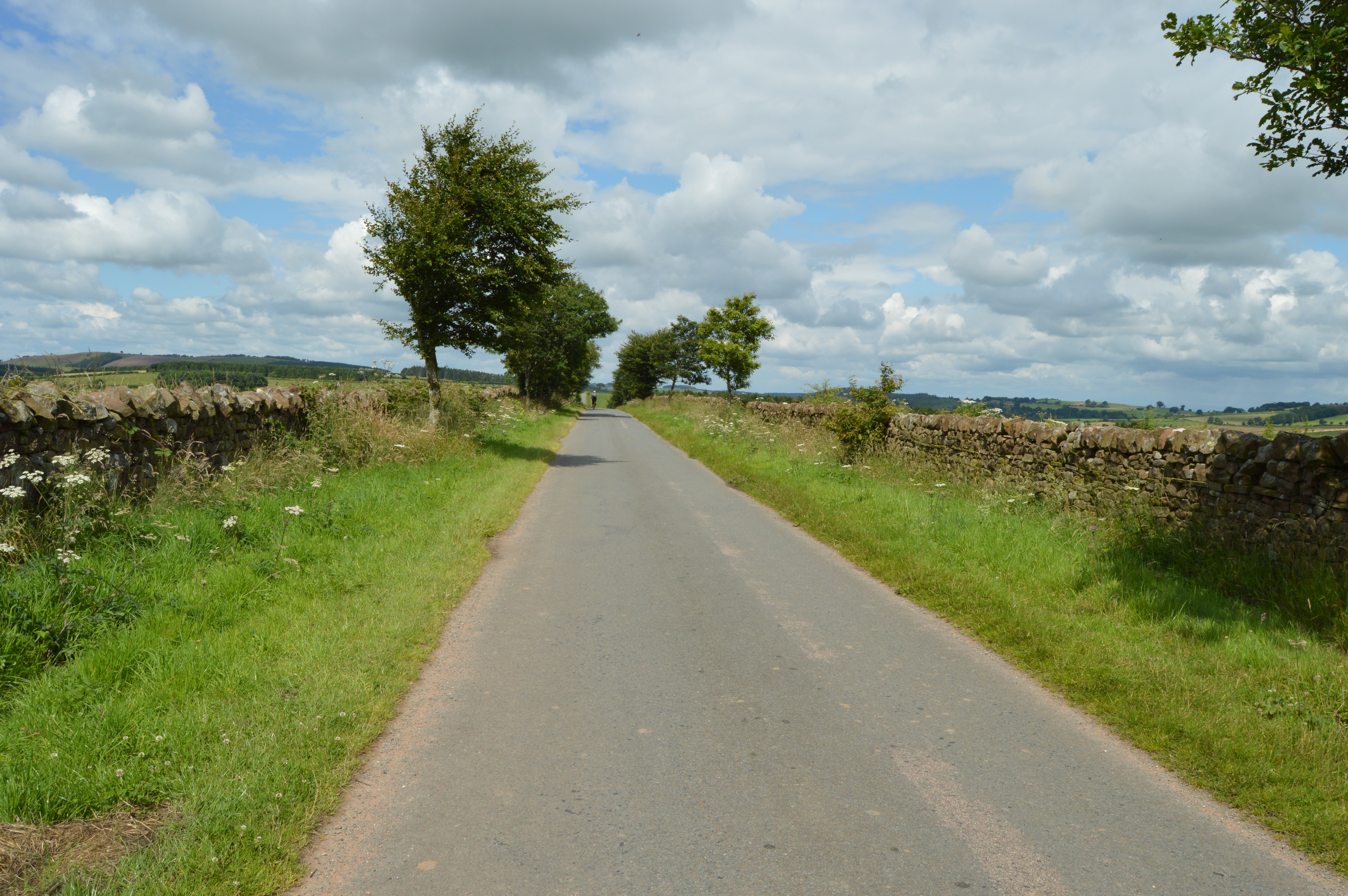
Una strada recintata vicino a Lazonby in Cumbria. La strada è stata fatta quanto più dritta possibile, e ai suoi lati esiste un largo terreno per ridurre il danno alla strada prodotto dai carri a trazione animale, dai bovini e dalle pecore.

I common sono spesso attraversati da strade pubbliche non recintate, e questo porta a un altro problema sui moderni common destinati a pascolo, dove questo sopravvive (o deve essere reintrodotto). Storicamente, le strade sarebbero state con piste per gli animali, e non ci sarebbe stato alcun conflitto tra il traffico e il percorso degli animali al pascolo, senza grandi difficoltà se gli animali pascolando uscivano fuori dal common lungo di esse. Tuttavia, queste strade hanno ora un traffico motorizzato veloce che non si adatta in modo sicuro con gli animali. Per continuare (o ripristinare) il pascolo, tali strade possono aver bisogno di una staccionata o almeno un blocco sul bordo del common con una griglia - tuttavia questa ricorda il processo di recinzione, storicamente fatale per la sopravvivenza dei common, e il permesso per la recinzione è un processo strettamente controllato all'interno del sistema di pianificazione del Regno Unito.
Le strade pubbliche che attraversavano common land recintate erano fatte ad una distanza accettata tra i confini. Alla fine del XVIII secolo questa era di almeno 18 metri, ma dal 1790 questa è stata diminuita a 12 metri, e poi a 9 metri come larghezza massima normale. La ragione di queste strade larghe era quella di impedire un eccessivo deterioramento del fondo stradale, permettendo un facile spostamento delle greggi e mandrie di animali.

## Scozia
La commoning è probabilmente esistita in Scozia per oltre un millennio. Tuttavia, non esiste una legislazione moderna in materia di common che identifichi formalmente l'estensione delle terre comuni o chiarisca l'intera gamma dei diritti. Il diritto di turbary - la possibilità di tagliare la torba come combustibile - esiste chiaramente in grandi parti della Scozia, mentre l'entità di tali diritti, e la misura in cui essi sono utilizzati, rimangono sconosciuti. Il lavoro principale svolto sui common scozzesi riguarda il pascolo, utilizzando una definizione pragmatica, dove tali common sono stati definiti come i pascoli con più diritti di pascolo e/o multipli allevatori.
Esistono sette storici tipi di common land in Scozia, alcuni dei quali sono simili a quelli dell'Inghilterra e del Galles.

### Commonties
La stragrande maggioranza delle aree di common land nella pianura scozzese e nelle Highland erano commonties. Un commonty era una zona di terra dove i diritti di proprietà o uso erano condivisi da due o più vicini (anche se non necessariamente adiacenti) proprietari terrieri. Essi non erano quindi veramente common, nel senso che chiunque poteva utilizzarli, e questa distinzione ha fatto sì che spesso era molto facile dividere le commonties tra i proprietari, dopo una serie di atti, in questo senso, approvati dal Parlamento di Scozia nel XVII secolo, in particolare con la legge del 1695 sulla Divisione dei beni. Come risultato, il numero delle commonties declinò rapidamente tra il XVIII e i XIX secolo.

### Common mosses
Le Common mosses erano aree di palude in cui il diritto di scavare la torba per la combustione era condiviso tra i proprietari terrieri confinanti. Erano quindi simili alle commonties e la maggior parte di esse comprendeva una common mosse. Tuttavia le difficoltà di dividere tali zone umide portò al fatto che non vennero divise come le commonty e molte di esse sono sopravvissute, inosservate a causa del declino dell'uso della torba da taglio.

### Run rig

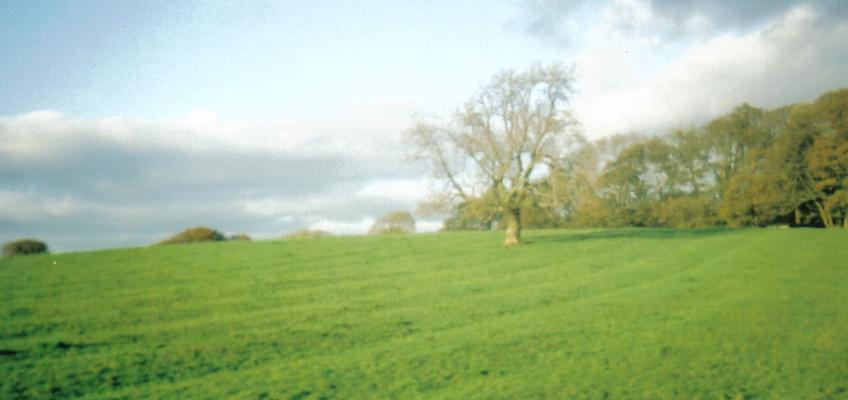
Rig and furrow marks a Buchans Field, Wester Kittochside, un'area delle common land scozzesi.

Il Run rig è un sistema di agricoltura del genere di coltivazione a terrazza che riguarda la coltivazione di strette strisce di terra (rigs). Tradizionalmente le rigs adiacenti erano coltivate da contadini differenti e periodicamente scambiate tra di essi. Il sistema fu comune in tutta la Scozia fino al XVIII secolo, ma sopravvisse a lungo nelle Highlands dell'ovest, dove il run rig era spesso associato con un'adiacente area di pascolo collinare condiviso tra gli stessi soggetti.

### Scattalds
Le Scattalds erano uniche nelle Shetland e basate sulla udal law, piuttosto che sulle leggi feudali che predominavano nel resto della Scozia. Comunque, le Scattalds erano molto simili alle commonties e molte erano suddivise secondo il 1695 Act che consentiva la divisione delle commonties.

### Crown Commons
Le Crown Commons erano aree di terra detenute direttamente dalla Corona e pertanto i diritti su di esse erano diritti d'uso piuttosto che di proprietà. Diversamente dalle commonties, i diritti d'uso delle crown commons (per esempio per l'allevamento del bestiame) erano disponibili ad ognuno, non solo ai proprietari vicini. Non vi sono più crown commons in Scozia; quelle rimaste nel XX secolo, sono state rilevate dai Crown Estate.

### Greens and loans
I Greens erano piccole aree di common land vicine ad allevamenti di bestiame, dove, quest'ultimo poteva essere ricoverato durante la notte, fungere da mercato e consentire altre attività comuni. A volte erano adiacenti alle strade percorse dai mandriani o vicini a punti di attraversamento del fiume o per il pernottamento. La maggior parte erano common land detenute dalla Corona. Un loan era un percorso comune attraverso la proprietà privata che consentiva l'accesso a una zona di common land o altro luogo pubblico. Quando gli usi tradizionali di Greens and loans andarono diminuendo, vennero spesso assorbiti dai proprietari terrieri confinanti.

### Burgh commons
I Burgh commons erano aree di common land in cui i diritti di proprietà o privilegi d'uso erano attribuiti ai Burgh per i suoi abitanti. Essi potevano includere uno qualsiasi degli altri sei tipi di common land ed erano, a volte, condivisi con i proprietari terrieri al di fuori del borgo. Con il XIX secolo, la maggior parte dei Burgh commons vennero acquisiti dai ricchi proprietari terrieri che dominavano i consigli di borgo, e molto pochi sono sopravvissuti.

## Stati Uniti d'America

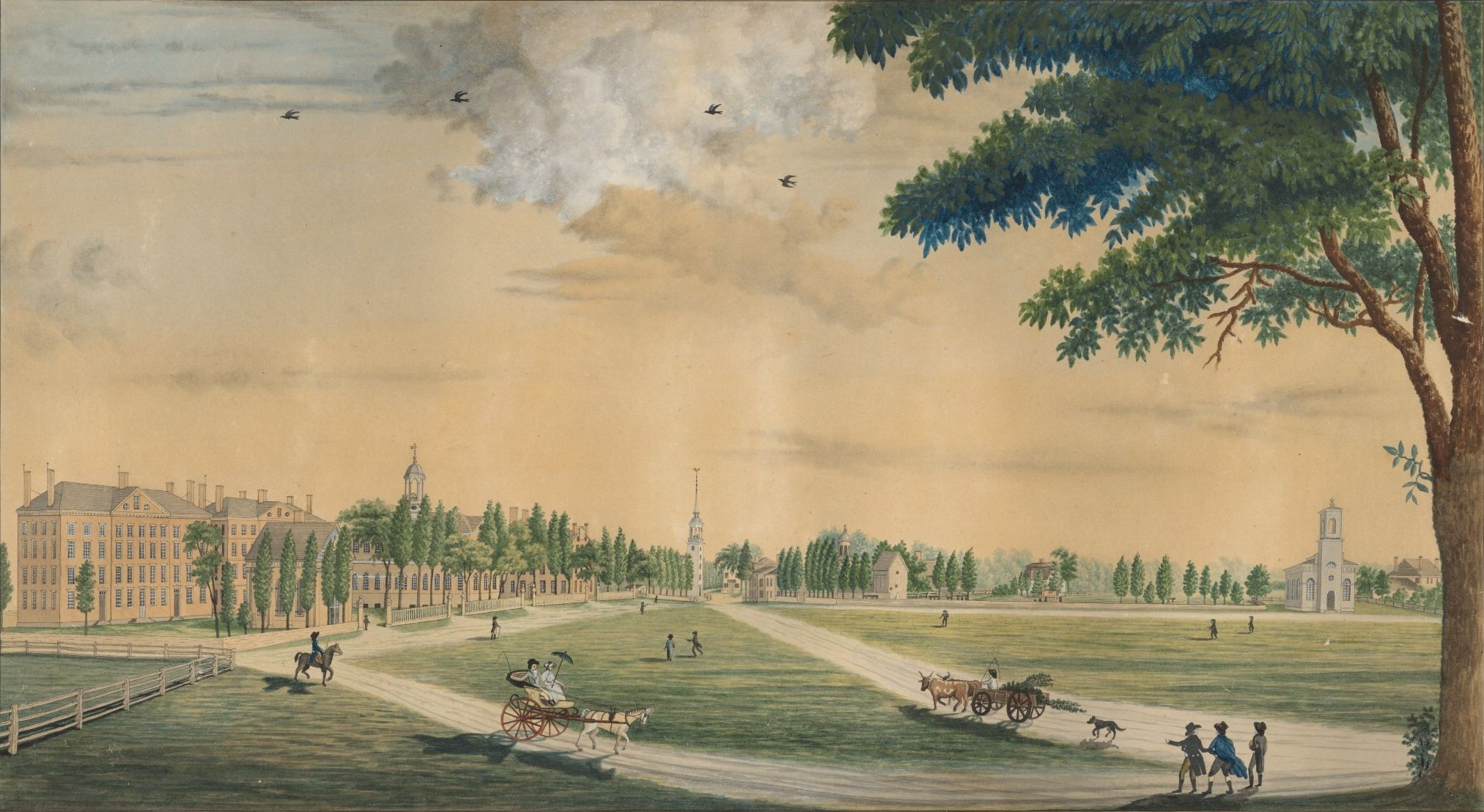
Vista di Cambridge Common, ca. 1808-9, con l'Harvard College sulla sinistra e Christ Church sulla destra

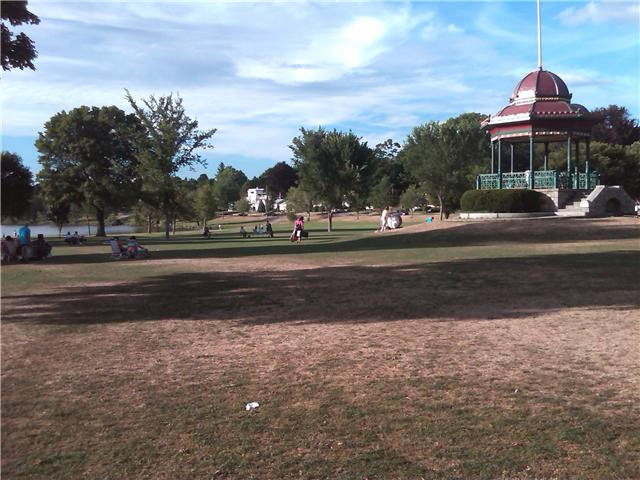
Wakefield, MA, con common di città e un gazebo a destra con il lago Quannapowitt a sinistra

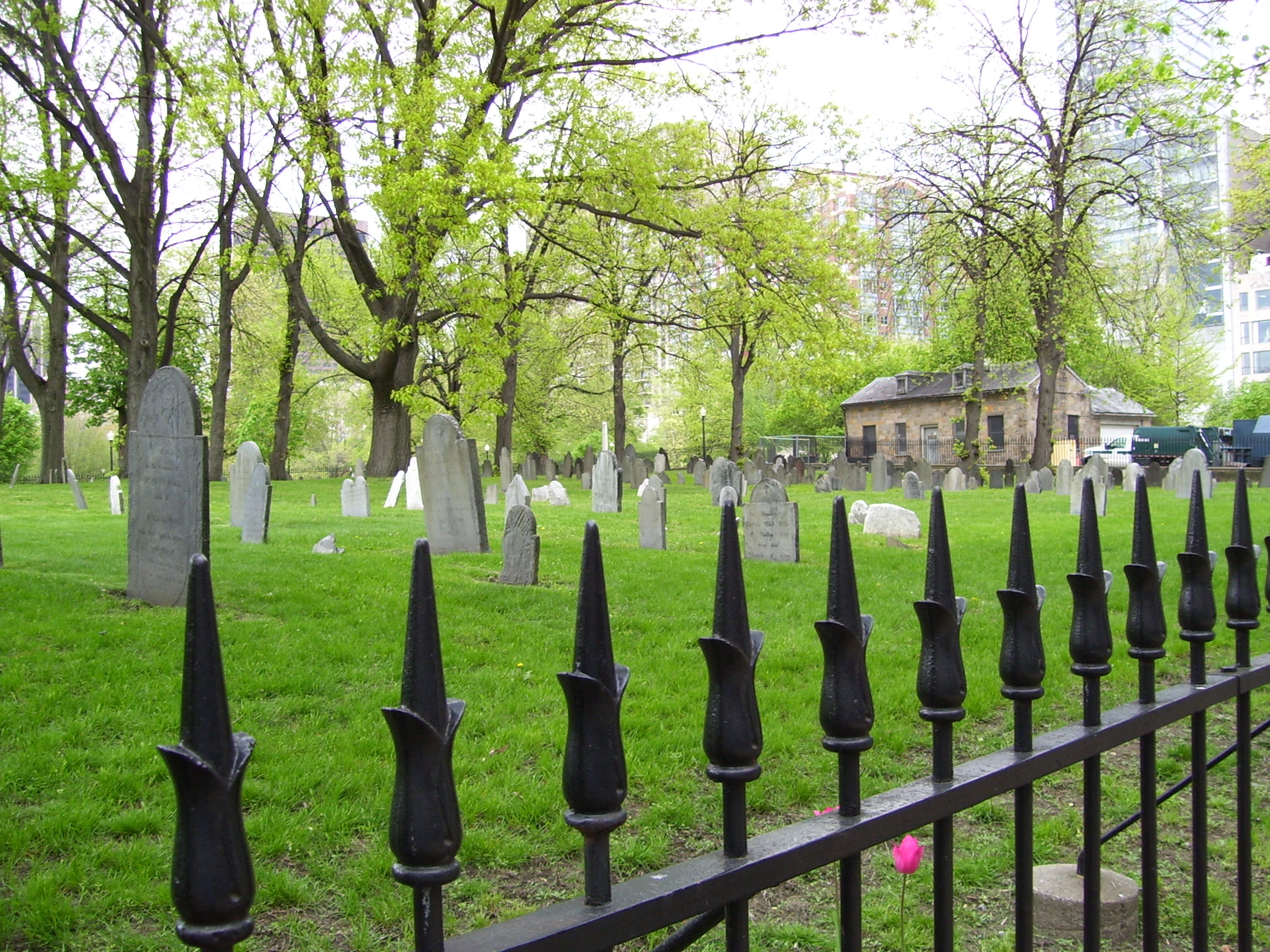
Central Burying Ground a Boston Common, Boston

Il concetto di common land è stato utilizzato in molte ex colonie britanniche, ad esempio in Irlanda e negli Stati Uniti. Le colonie nordamericane adottarono le leggi inglesi nello stabilire le proprie common land. Un esempio famoso è il New Haven Green a New Haven.

## Svezia e Finlandia
Una unità di partizione è una società che possiede un terreno comune. In questo caso, la terra non è di proprietà statale o in comproprietà in un trust, ma è di proprietà di un gruppo di cittadini, che sono i proprietari. Le terre comuni e corsi d'acqua di proprietà di un gruppo di partizione sono stati creati da un accordo in cui alcuni terreni erano riservati all'uso comune di tutti i proprietari terrieri adiacenti. Per la maggior parte, questo è dovuto alla grande partizione (svedese: storskiftet, finlandese: isojako), che ebbe inizio nel 1757 ed è stata in gran parte completata entro il 1800. In precedenza, la terra di un villaggio era divisa in strisce strette di terreni agricoli assegnate a ciascuno, con il resto in proprietà comune, e il lavoro sulla terra era collettivo. Nella Grande Partizione, i villaggi sono stati organizzati come società denominate unità di partizione (svedese: skifteslag, finlandese: jakokunta), e la terra è stata divisa in grossi appezzamenti che sono stati divisi tra le famiglie per la coltivazione individuale e per l'abitazione. Le terre e i corsi d'acqua che rimasero indivisi vennero mantenuti dall'unità di partizione come beni comuni, di proprietà dell'unità stessa. Più tardi, Gustavo III di Svezia richiese l'annessione alla Corona della foresta ancora non reclamata e questa fu l'origine delle grandi aziende forestali dello Stato in Svezia e Finlandia. Oggi, le unità di partizione sono un metodo comune di possedere corsi d'acqua.

## Francia
Detti biens communaux, o semplicemente communaux, sono beni appartenenti a una comunità di abitanti a titolo di acquisto o concessione gratuita od onerosa e destinati a essere utilizzati per soddisfare ai bisogni della comunità in generale o particolari di quelli che compongono la comunità..
I communaux cominciarono a essere posti in questione verso il XVIII secolo. Per i fisiocratici, le cui idee erano allora molto in voga in Francia, queste numerose terre, più o meno lasciate abbandonate, sarebbero state sfruttate più efficacemente nelle mani di proprietari o fattori individuali, a condizione di recintarli e dunque di farli "uscire" dalla comunità.
In Francia, un decreto regio autorizzò la suddivisione dei communaux nelle Généralité di Auch e di Pau. Tentativi di riforma furono fatti da Turgot. Una rilevazione statistica dell'Ancien Régime sulla ripartizione dei communaux fu effettuata nel 1768. Un editto del giugno 1769 incoraggiò la ripartizione dei pascoli comunali concessi agli abitanti da un'esenzione dell'imposta regia e delle decime. Ripartizioni ebbero luogo sotto forma di una concessione in affitto rurale, mantenendo però la proprietà collettiva. Ma la ripartizione era in generale riservata ai proprietari terrieri, escludendo di fatto la parte più povera della comunità, come succedeva agli ultimogeniti nel sudovest.
La ripartizione dei communaux tra le comunità e i signori fu organizzata da un'ordinanza del 1669 riguardante le Acque e le Foreste, promulgata nell'agosto 1669, che dispone, nel suo articolo 4, titolo XXV, che:
(Ordinanza dell'agosto 1669, art. 4, titolo XXV)
Questa ordinanza, non tenendo conto dei casi in cui i beni e comuni a più comunità e a diversi signori, provocò l'apertura di lunghi contenziosi presso i tribunali.
Fu la legge del 10 giugno 1793 che organizzò la cessione dei communaux a soggetti singoli. Essa consentì in modo egualitario l'accesso a una terra, ciò che farà dire a Octave Festy che:
((FR) O. Festy, L'agriculture pendant la révolution française, Parigi, 1950,  p. 44.)
Dopo la Rivoluzione, i beni della Chiesa furono dichiarati beni nazionali e posti in vendita nel quadro del decreto del 2 novembre 1789. La legge del 10 giugno 1793 organizzò in seguito la ripartizione dei communaux autorizzando la vendita di questi beni comuni a proprietari individuali. La borghesia raccolse in questa occasione una grande parte dei beni (tra cui edifici, stagni, praterie, boschi e foreste), prima di proprietà ecclesiastica, della nobiltà (tra la quale gli émigré) o dei nemici della Repubblica.
Questi trasferimenti di proprietà ebbero importanti conseguenze sociali, ma anche ambientali.